# Justin Vali
Justin Vali (né Justin Rakotondrasoa) est un musicien malgache spécialiste du/de la valiha, une variété malgache de cithare tubulaire en bambou. Il joue aussi du marovany (prononcer marouvane), cithare parallélépipédique originaire du sud de l'île Madagascar. 
Il habite en France et se produit régulièrement dans les festivals de musique traditionnelle, dont le WOMAD.

## Œuvres
Justin Vali est apparu sur plusieurs compilations de « musique du monde » de la fin des années 1980, puis en 1990 il a commencé à publier ses propres compositions : Ny Marina (La Vérité) (1994) enregistré aux Real World Studios pour le label Real World Records de Peter Gabriel, et The Sunshine Within en collaboration avec Paddy Bush (1999). En 2008, avec d'autres musiciens malgaches comme Erick Manana, il a réalisé l'album Malagasy All Stars. 

## Récompenses et prix
En 2006, Justin Vali a reçu le « Grand Prix de la musique traditionnelle de la  SACEM ».